# Espaze
Pour l’article homonyme, voir Martiale Espaze.
L'Espaze est un cours d'eau de France, affluent de la Mare.

## Géographie
L'Espaze prend sa source sur les communes de Graissessac et Camplong dans l'Hérault.
Long de 9,2 kilomètres, il se jette dans la Mare à Saint-Étienne-Estréchoux.